# Buckaroo ne pardonne pas
Pour plus de détails, voir Fiche technique et Distribution.
Buckaroo ne pardonne pas (Buckaroo (Il winchester che non perdona)) est un western spaghetti italien sorti en 1967, réalisé par Adelchi Bianchi.

## Synopsis
Lasch et un compagnon se rendent dans un petit bourg proche de la frontière mexicaine pour prendre possession d'un mine d'or. La diligence dans laquelle ils voyagent est attaquée par la bande de hors-la-loi de Monteiro. Lasch, pour se sauver, tue son compagnon sous la pression de Monteiro. Johnny est le vieux propriétaire d'un ranch avec une autre mine proche de celle de Lasch. Lasch essaie de s'emparer de l'ensemble et empêche les ouvriers de travailler pour Johnny. Il devient ainsi le plus puissant et le plus riche de la zone. Arrive alors Buckaroo, qui dompte les chevaux, et accepte de travailler pour Johnny. Dans une embuscade, Johnny est tué. Buckaroo rassemble alors des hommes pour combattre les bandes de Lash et de Monteiro.

## Fiche technique
- Titre : Buckaroo ne pardonne pas
- Titre original italien : Buckaroo (Il winchester che non perdona)
- Réalisation : Adelchi Bianchi
- Scénario : Leo Romano Scuccuglia
- Genre : Western spaghetti
- Musique : Lallo Gori
- Production : Magister Film
- Photographie : Oberdan Troiani
- Montage : Enzo Alabiso
- Durée : 89 minutes
- Décors : Claudio Giambanco
- Costumes : Velia Mucci
- Maquillage : Ivana Bernardi, Oscar Pacelli
- Pays de production :  Italie
- Langue originale : italien
- Année de sortie : 1967
  - France : 18 mars 1970[1]

## Distribution
- Dean Reed : Al, dit Buckaroo
- Monika Brugger : Christy McKenzie
- Livio Lorenzon : Lasch
- Ugo Sasso : Johnny McKenzie
- Omero Gargano : Miguel Monteiro
- Jean Louis : Sandy
- Gualtiero Rispoli : shérif
- Angela De Leo : Jodie
- Carla Petrillo : Linda

## Lieu de tournage
Les cascades du Monte Gelato, Mazzano Romano, Italia